# Logaškino

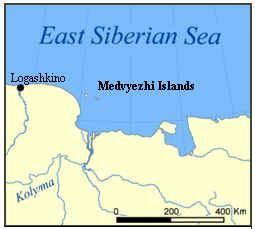
Logashkino sulla mappa

Logaškino (Логáшкино) era un insediamento nel Nižnekolymskij ulus della repubblica autonoma di Sacha-Jacuzia, Russia, abolito nel 1998. Logashkino era, presso l'omonimo porto, un luogo commerciale sulla riva della Baia di Kolymá nel Mare della Siberia orientale. L'altezza dal livello del mare è di  9m.
L'insediamento era localizzato ad est dell'altopiano dell'Alazeja in un'area di tundra, acquitrini e laghi.